# Peter Shakespear
Peter Shakespear (ur. 27 września 1946 w Perth) – australijski wioślarz, olimpijczyk.
Reprezentował Australię na Letnich Igrzyskach Olimpijskich 1972, które odbyły się w Monachium.